# 168948 Silvestri
168948 Silvestri è un asteroide della fascia principale. Scoperto nel 2000, presenta un'orbita caratterizzata da un semiasse maggiore pari a 2,6187835 UA e da un'eccentricità di 0,0948473, inclinata di 4,72484° rispetto all'eclittica.